# Millán Gómez
Millán Gómez (Torregutiérrez, 12 de noviembre de 1930-Madrid, 3 de diciembre de 2016) era un músico y compositor español conocido como Trompeta de Oro, cuyo trabajo se centró principalmente en el Oriente Próximo.
Nació en Torregutiérrez, barrio de la villa de Cuéllar, en la provincia de Segovia, el 12 de noviembre de 1930 y se trasladó junto con sus padres a vivir a Cuéllar. Con apenas veinte años comenzó su carrera de trompetista como músico profesional, siendo contratado por la orquesta del Club Copacabana de Madrid, en la que compartió escenario con Antonio Machín, así como con Nati Mistral y otros cantantes de renombre.
A partir de 1958 comenzó a actuar en Oriente Medio, y su fama en el mundo árabe le llevó a disponer de gran popularidad también Oriente Próximo, donde ha trabajado frecuente. Además, ha actuado en multitud de ciudades de España, así como en otros países europeos, como Alemania, Suecia, Suiza, Italia, Holanda, Grecia y Chipre; también realizó varias actuaciones en Estados Unidos.
Dentro de su carrera en el mundo árabe, destacaron Líbano, Siria, Afganistán, Irán, Irak (donde se encontraba cuando estalló la guerra de Irak), y el golfo Pérsico. De sus numerosos discos destaca The Godfather.